# Kennedy (skotsk släkt)

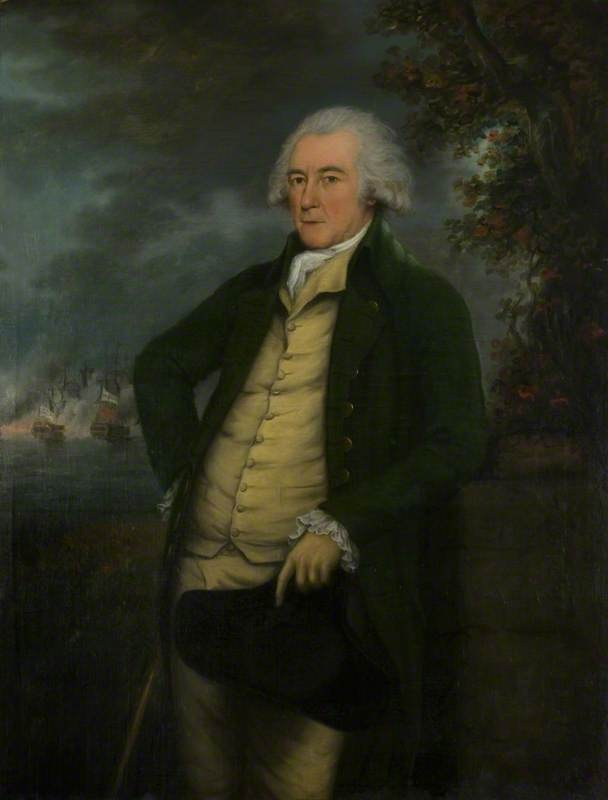
Archibald Kennedy, 11th Earl of Cassilis

Kennedy är en gammal skotsk adelsätt.
Ättens huvudmän, earlerna av Cassillis, intog i flera generationer ett framstående rum bland partigängarna i den skotska adelns inbördes fejder på 1500-talet. Sedan 1831 bär huvudmannen titeln markis av Ailsa. Nuvarande huvudman är David Kennedy, 9:e markis av Ailsa.

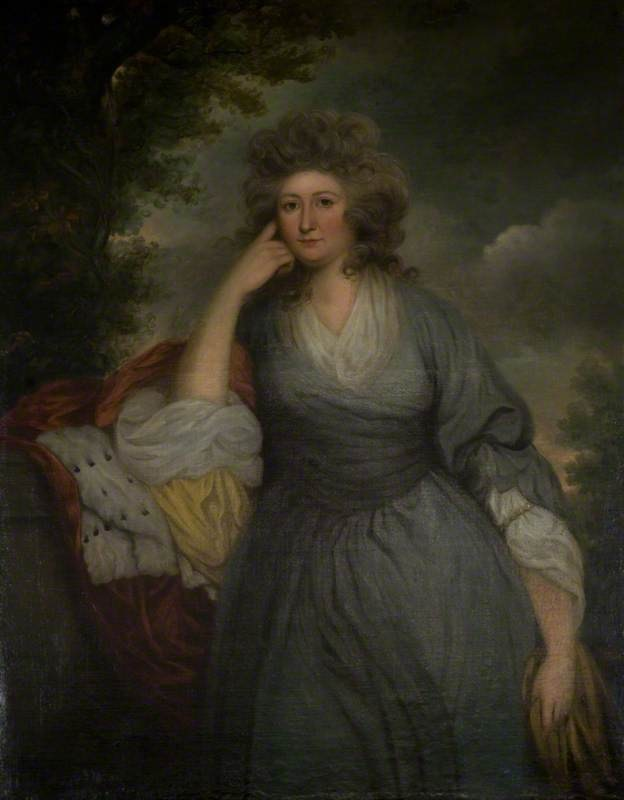
Anne Watts, wife of the 11th Earl of Cassillis